# José Machado Vaz
José Albino Machado Vaz GOC • GCIH • ComIP • GOMAI (Mirandela, Cabanelas, Chelas, 10 de outubro de 1903 — Porto, 4 de junho de 1973) foi um engenheiro, político e ferroviário português.

## Biografia
Assumiu as funções de engenheiro na Companhia dos Caminhos de Ferro da Beira Alta, Presidente da Câmara Municipal do Porto, e director dos Serviços Municipalizados de Gás e Electricidade do Porto; tomou, igualmente, posse como Ministro de Estado das Obras Públicas em 12 de Abril de 1967.
A 23 de Novembro de 1959 foi feito Comendador da Ordem da Instrução Pública, a 23 de Novembro de 1961 foi feito Grande-Oficial da Ordem Militar de Nosso Senhor Jesus Cristo, a 1 de Julho de 1966 foi feito Grande-Oficial da Ordem Civil do Mérito Agrícola e Industrial Classe Industrial e a 2 de Novembro de 1968 foi agraciado com a Grã-Cruz da Ordem do Infante D. Henrique.